# James Wellwood
James Joseph Wellwood (Drouin, 1892. október 15. – Armadale, 1984. október 25.) ausztrál ászpilóta.

## Élete

### Ifjúkora
Wellwood 1892-ben született Ausztrália, Victoria államának Drouin nevezetű városában. 

### Katonai szolgálata
Katonai előmenetele és szolgálati idejének kezdete ismeretlen, csupán annyi bizonyos, hogy a légierőhöz kerülése előtt a tüzérségnél szolgált. 1917 végén került a repülőkhöz, s az alapkiképzés elvégzését és a pilótaigazolvány megszerzését követően 1918 nyarán a 2. ausztrál repülőszázad kötelékében a nyugati frontra érkezett. S.E.5a típusú gépével a háború végéig 7 igazolt légi győzelmet szerzett.
1918-ban szolgálataiért megkapta a Kiváló Repülő Keresztet (Distinguished Flying Cross).
További életéről nem szól a forrás.

### Légi győzelmei
Itt láthatjuk Wellwood összes első világháborús légi győzelmének adatait:
| Sorszám | Dátum                | Egység                   | Repülőgép | Ellenfél     |
| ------- | -------------------- | ------------------------ | --------- | ------------ |
| 1       | 1918. augusztus 1.   | 2. ausztrál repülőszázad | S.E.5a    | Rumpler C    |
| 2       | 1918. augusztus 12.  | 2. ausztrál repülőszázad | S.E.5a    | Fokker D.VII |
| 3       | 1918. augusztus 25.  | 2. ausztrál repülőszázad | S.E.5a    | DFW.C        |
| 4       | 1918. szeptember 6.  | 2. ausztrál repülőszázad | S.E.5a    | Fokker D.VII |
| 5       | 1918. szeptember 24. | 2. ausztrál repülőszázad | S.E.5a    | Pfalz D.III  |
| 6       | 1918. november 4.    | 2. ausztrál repülőszázad | S.E.5a    | Fokker D.VII |
| 7       | 1918. november 4.    | 2. ausztrál repülőszázad | S.E.5a    | Fokker D.VII |